# Mulanje (district)
Mulanje is een district in de zuidelijke regio van Malawi. De hoofdstad van het district heet ook Mulanje. Het district heeft een oppervlakte van 2056 km² en heeft een inwoneraantal van 428.322. Mulanje staat bekent om de grote berg in het gebied, het Mulanjemassief. 